# Paul Sauvage (aviateur)
Pour les articles homonymes, voir Sauvage et Paul Sauvage (homonymie).
Paul "Joannès" Sauvage, né le 5 février 1897 à Villefranche-sur-Saône (Rhône)
et mort en combat aérien le 7 janvier 1917 à l'est de Maisonnette, est un as français de la Première Guerre mondiale, crédité de 8 victoires aériennes confirmées et 6 non confirmées. 
Il pilote un Nieuport dans l'Escadrille 65, à bord duquel il obtient sa première victoire le 16 juillet 1916.

Avec sa 5e victoire confirmée le 2 octobre de cette même année 1916, il devient, à 19 ans, le plus jeune as français.
 Il conserve ce titre jusqu'à sa mort en combat aérien le 7 janvier 1917.

## Unités
- Escadrille 65
- Escadrille 38

## Grade
- Sergent

## Récompenses
- Médaille militaire
- Croix de Guerre